# Spirobolus adipatus
Spirobolus adipatus är en mångfotingart som beskrevs av Karsch 1881. Spirobolus adipatus ingår i släktet Spirobolus och familjen Spirobolidae. Inga underarter finns listade i Catalogue of Life.